# 11
Évszázadok: i. e. 1. század – 1. század – 2. század
Évtizedek: i. e. 30-as évek – i. e. 20-as évek – i. e. 10-es évek – i. e. 1-es évek – 1-es évek – 10-es évek – 20-as évek – 30-as évek – 40-es évek – 50-es évek – 60-as évek
Évek: 6 – 7 – 8 – 9 –  10 – 11 – 12 – 13 – 14 – 15 – 16

## Események

### Római Birodalom
- Manius Aemilius Lepidust (helyettese Lucius Cassius Longinus) és Titus Statilius Taurust választják consulnak.
- Tiberius - miután megerődítette a Rajna mentén húzódó germániai határt - pacifikált zónát hoz létre a folyó jobb partján. Átkel a Rajnán, végigpusztítja az ottlakó germánok földjeit, felgyújtja falvaikat, az ellenállást leveri, majd az év végén visszatér a bal parti téli táborába.

### Kína
- Hatalmas áradások a Sárga-folyó alsó részén, a folyótorkolat is délebbre kerül. Santung tartomány egy része sokáig hozzáférhetetlen, a régióban éhség és járványok pusztítanak.

## Halálozások
- Marcus Antistius Labeo, római jogtudós

## Fordítás
- Ez a szócikk részben vagy egészben  a(z)   11 című német Wikipédia-szócikk ezen változatának fordításán alapul.  Az eredeti cikk szerkesztőit annak laptörténete sorolja fel. Ez a jelzés csupán a megfogalmazás eredetét és a szerzői jogokat jelzi, nem szolgál a cikkben szereplő információk forrásmegjelöléseként.